# Laly Meignan
Pour les articles homonymes, voir Meignan.
Laly Meignan est une actrice française, née le 5 janvier 1968 à Boulogne-Billancourt dans les Hauts-de-Seine.
Elle est notamment connue pour son rôle de Laly dans Les Mystères de l'amour depuis 2011. Auparavant, elle a joué dans la sitcom Hélène et les Garçons et ses séries spin-off, comme Le Miracle de l'amour et Les Vacances de l'amour pendant 11 ans (1996-2007).

## Biographie
Laly Meignan et non Eulalie comme elle le précise elle-même, est née d'un père français et d'une mère brésilienne. Elle a une sœur, Vanessa et un frère prénommé Philippe. Elle commence sa carrière de mannequin alors qu'elle n'est encore qu'étudiante.
En 1996, elle fait une apparition dans Portrait chinois, en 1998 elle apparaît dans le clip de Véronique Sanson Un être idéal, puis, en 1999, elle tourne dans un épisode de Island détectives.
Depuis septembre 2007, elle joue dans la série Baie des flamboyants, produite par JLA Productions, aux côtés notamment de Laure Guibert, Sébastien Roch, Macha Polikarpova et Franck Soyez (RFO, France 2, France 3, IDF1).
Elle tourne par la suite dans des spots publicitaires notamment pour l'automobile. Au printemps 2008, elle apparait dans la campagne de publicité Wii Fit.
Durant l'été 2008, elle coanime IDF1 Matin avec Patrick Puydebat du lundi au samedi de 7h00 à 9h00 sur la chaîne francilienne IDF1. Après avoir animé durant l'automne 2008 la rubrique « Promenons-nous sous les toits » dans l'émission IDF1 Midi toujours sur IDF1, elle animera de nouveau IDF1 matin, du 20 mars 2009 au 18 septembre 2009, avec Sébastien Roch, à la place d'Isabelle Bouysse et Patrick Puydebat.
Depuis septembre 2008, elle apparaît dans la mini série diffusée sur le web, intitulée TimeCode, coproduite par Klame Productions et l'équipe du site Bienbienbien.
En septembre 2009, elle joue au théâtre dans la pièce la Dame aux Camélias. Elle est de retour en octobre 2010 dans la série Les Mystères de l'amour, où elle tient toujours le rôle de Laly devenue journaliste dans la presse mondaine. En novembre 2010, elle se lance dans le commerce de lingerie en ouvrant une boutique à Nice et en créant sa marque, Lalylingerie.
Le 22 août 2024, elle participe à l'émission Les Traîtres sur la chaîne M6, en compagnie, entre autres, de Bruno Solo, Laurent Ruquier et Stomy Bugsy et animée par l'humoriste et magicien Eric Antoine.

### Vie privée
Laly Meignan est maman de deux garçons, Milan, né en 2000 de son union avec l'acteur réalisateur Nicolas Filali, (qui jouait le rôle de Pierre, le fiancé de Jeanne, dans la saison 1 des Vacances de l'amour), et Liam, né en 2006 de son union avec le photographe Patrick Canigher dont elle est aujourd'hui séparée.

## Filmographie

### Télévision
- 1992 : Famille fou rire : Laly Paoli
- 1992-1994 : Hélène et les Garçons : Laly
- 1995-1996 : Le Miracle de l'amour : Laly
- 1996 : Portrait chinois : Vendeuse
- 1996-2007 : Les Vacances de l'amour : Laly
- 1999 : Island détectives : Anna Roberts
- 1999 : Emma : Emma
- 2007-2010 : Baie des flamboyants : Frances Guillerme
- 2008 : SOS 18 : Mylène
- Depuis 2011 : Les Mystères de l'amour : Laly Polleï
- 2012 : Le Jour où tout a basculé  : Anaïs (épisode B40 : Mon frère a brisé mon couple)
- 2012 : Si près de chez vous : Catherine, femme d'Olivier (épisode : Je ne me souviens de rien)
- 2013 : RIS police scientifique : Laurence Rochand (saison 8, épisode 11: La Menace)
- 2013 : Petits secrets entre voisins : Sandrine (épisode Faux semblant)